# Markiz Willingdon
Markizowie Willingdon 1. kreacji (parostwo Zjednoczonego Królestwa)
- Dodatkowe tytuły: hrabia Willingdon, wicehrabia Willingdon, wicehrabia Ratendone, baron Willingdon
- 1936–1941: George Freeman Freeman-Thomas, 1. markiz Willingdon
- 1941–1979: Inigo Brassey Freeman-Thomas, 2. markiz Willingdon